# El Santuario
El Santuario ist eine Gemeinde (municipio) im Departamento Antioquia in Kolumbien.

## Geographie
El Santuario liegt in der Subregion Oriente in Antioquia 57 km von Medellín entfernt auf einer Höhe von ungefähr 2150 m ü. NN und hat eine Durchschnittstemperatur von 17 °C. El Santuario ist mit 75 km² die flächenmäßig kleinste Gemeinde im Osten Antioquias. An die Gemeinde grenzen im Norden Marinilla und El Peñol, im Nordosten Granada, im Südosten Cocorná, im Süden und Südwesten El Carmen de Viboral und im Westen Marinilla.

## Bevölkerung
Die Gemeinde El Santuario hat 37.747 Einwohner, von denen 27.814 im städtischen Teil (cabecera municipal) der Gemeinde leben (Stand: 2022).

## Geschichte
Bereits in indigener Zeit soll sich an der Stelle des heutigen El Santuario eine Pilgerstätte befunden haben. In der Kolonialzeit wurde an der gleichen Stelle eine Kirche zu Ehren der Schutzheiligen Kolumbiens, Nuestra Señora del Rosario de Chiquinquirá, errichtet, die auch zu einer Pilgerstätte wurde. Diese wurde 1765 errichtet, was die Gründung des Ortes mit sich zog. Bis 1838 gehörte El Santuario zu Marinilla, dann erhielt es den Status einer Gemeinde.

## Wirtschaft
Der wichtigste Wirtschaftszweig von El Santuario ist die Landwirtschaft. Insbesondere werden Karotten, Kartoffeln, Rote Bete, Weißkohl, Erbsen, Bohnen und Mais angebaut. Zudem gibt es Textilindustrie, in der mehr als 1200 Menschen direkt arbeiten.

## Tourismus
El Santuario verfügt über zwei Museen. Im Museum Museo Artístico Montecristo wird das Leben des santuarischen Schauspielers und Humoristen Guillermo Zuluaga behandelt. Das Geschichtsmuseum Museo Histórico José María Córdova ist dem Leben des kolumbianischen Generals José María Córdova gewidmet, der in El Santuario starb. Es können drei Kirchen besichtigt werden, die Kirchen Nuestra Señora del Rosario de Chiquinquirá, San Judas Tadeo und Señor de las Misericordias. In der Nähe findet sich zudem der Wasserfall Cascada El Salto.

## Söhne und Töchter der Stadt
- Roberto Pineda Duque (1910–1977), Komponist
- Guillermo Zuluaga (1924–1997), Schauspieler und Humorist
- Oscar Aníbal Salazar Gómez (* 1942), katholischer Bischof von La Dorada-Guaduas (1999–2019)
- Omar de Jesús Mejía Giraldo (* 1966), katholischer Bischof von Florencia (2013– )